# NGC 4388
NGC 4388 (другие обозначения — UGC 7520, MCG 2-32-41, ZWG 70.68, VCC 836, IRAS12232+1256, PGC 40581) — спиральная галактика (Sb) в созвездии Дева. Находится около 60 миллионов световых лет от Земли.
Этот объект входит в число перечисленных в оригинальной редакции «Нового общего каталога».
Галактика NGC 4388 классифицируется как активная, так как обладает ярким активным ядром и.относится к сейфертовским галактикам типа II.  Также в галактике фиксируется избыточное излучение радиолинии CO.
Галактика интересна тем, что выбрасывает огромные пылевые облака (размером до 100 тыс. световых лет).
Существует две гипотезы их происхождения:
- Газ был вырван из галактики NGC 4388 при прохождении ею скопления Девы.
- Это остаток малой галактики разрушенной под действием NGC 4388.